# Янг, Полли Энн
Полли Энн Янг (англ. Polly Ann Young, 25 октября 1908 — 21 января 1997) — американская актриса.
Сестра знаменитых актрис Лоретты Янг и Салли Блейн. На киноэкранах она дебютировала в немом фильме 1917 года, после чего вернулась в кино только в конце 1920-х годов. За последующие десять лет карьеры Янг снялась в трёх десятках картин, среди которых «Человек из Юты» (1934), «Парад белых халатов» (1934), «История Александра Грэхема Белла» (1939) и «Невидимый призрак» (1941).
В 1935 году актриса вышла замуж за Картера Херманна, от которого родила четверых детей. Их брак продолжался до его смерти в 1970-х годах. Полли Энн Янг умерла первой из своих сестёр от рака в возрасте 88 лет в Лос-Анджелесе. Похоронена на кладбище Святого креста в Калвер-Сити.